# Владан Лукић
Владан Лукић (Сопот, 16. фебруар 1970) је бивши српски фудбалер и репрезентативац Југославије. За репрезентацију је одиграо 6 утакмица и постигао 2 гола. Био је председник ФК Црвена звезда од 2009. до краја 2012. Од 2013. је директор ФК Сопот.

## Каријера
Фудбалом је почео да се бави са десет година још као омладинац у клубу Црвена звезда. За први тим Црвене звезде дебитовао је са непуних седамнаест година почетком 1986. године у тиму у ком су владале величине попут Стојковића, Цветковића и Мусемића. За Црвену звезду је играо седам сезона. Одиграо је 76 првенствених утакмица и постигао 31. гол. Био је члан генерације из Барија и Токија, када је Звезда освојила титуле европског и светског првака. Након одласка из Звезде играо је за клубове Атлетико Мадрид, Војводину, у два наврата за ОФК Београд затим швајцарски Сион и француски Мец који је напустио због НАТО бомбардовања када се вратио у родни Сопот где се придружио војним снагама СРЈ. Фудбалску каријеру завршио је 2000. године у Грчкој.

## Трофеји

### Црвена звезда
- Куп европских шампиона (1): 1990/91.
- Интерконтинентални куп (1): 1991.
- Првенство Југославије (4): 1987/88, 1989/90, 1990/91, 1991/92.
- Куп Југославије (1): 1989/90.

### Сион
- Првенство Швајцарске (1): 1996/97.
- Куп Швајцарске (1): 1996/97.